# Taillet
Taillet – miejscowość i gmina we Francji, w regionie Oksytania, w departamencie Pireneje Wschodnie.
Według danych na rok 1990 gminę zamieszkiwały 74 osoby, a gęstość zaludnienia wynosiła 7 osób/km² (wśród 1545 gmin Langwedocji-Roussillon Taillet plasuje się na 827. miejscu pod względem liczby ludności, natomiast pod względem powierzchni na miejscu 722.).

## Zabytki
Zabytki na terenie gminy posiadające status monument historique:
- kościół Notre-Dame-del-Roure (Église Notre-Dame-del-Roure)

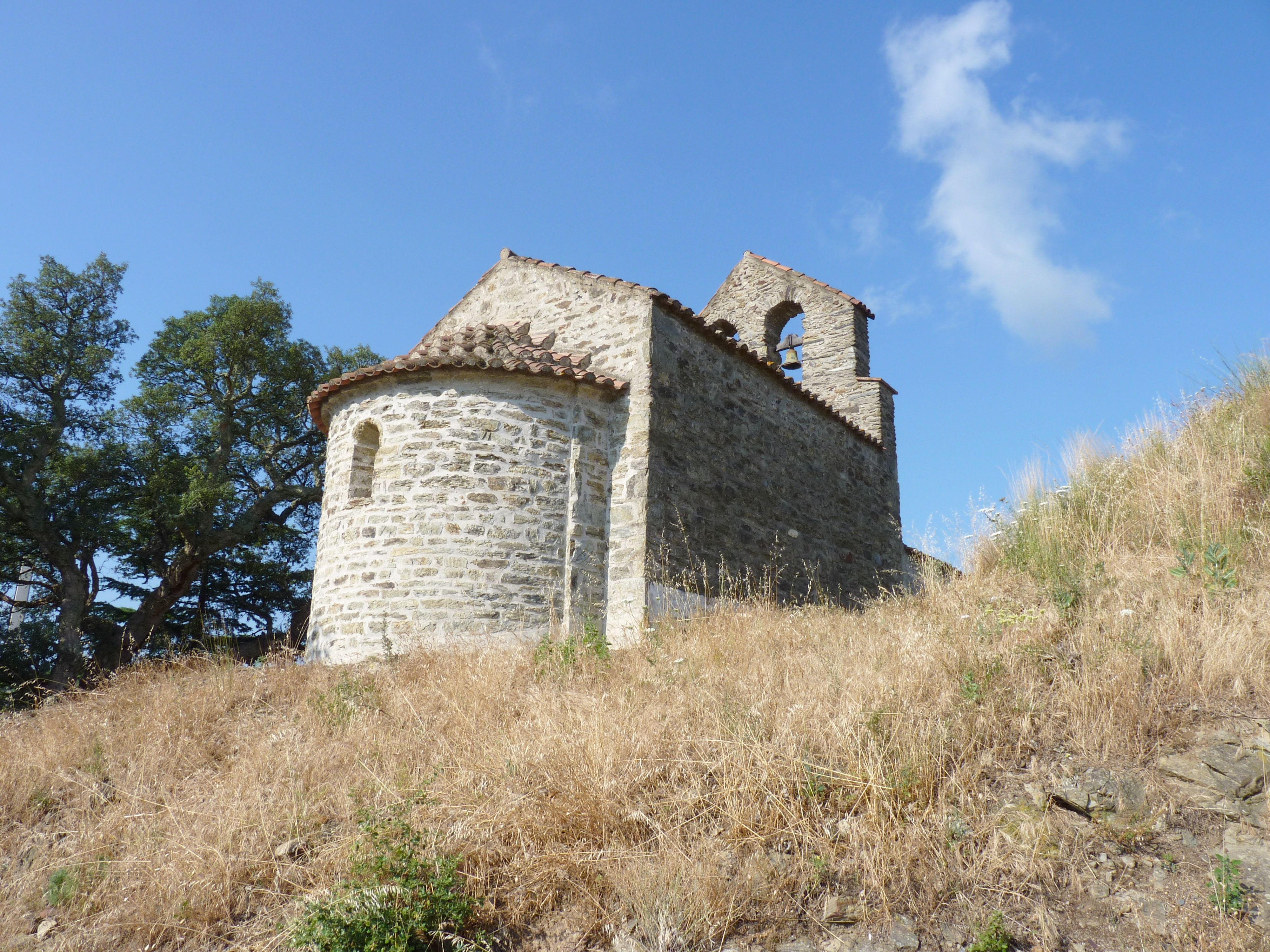
Kościół Notre-Dame-del-Roure (2010)

## Populacja

Populacja Taillet w latach 1962–2008